# Grand Prix automobile du Mexique 1989
GP précédent GP suivant
Le Grand Prix automobile du Mexique 1989 (Gran Premio de México), disputé le 28 mai 1989 sur l'Autódromo Hermanos Rodríguez de Mexico, est la 472e épreuve du championnat du monde de Formule 1 courue depuis 1950. Il s'agit de la douzième édition du Grand Prix du Mexique comptant pour le championnat du monde de Formule 1 courue sur le même circuit et de la quatrième manche du championnat 1989.

## Course

### Classement de la course
| Pos. | No | Pilote                | Écurie                | Tours | Temps/Abandon                      | Grille | Points |
| ---- | -- | --------------------- | --------------------- | ----- | ---------------------------------- | ------ | ------ |
| 1    | 1  | Ayrton Senna          | McLaren-Honda         | 69    | 1 h 35 min 21 s 431 (191,941 km/h) | 1      | 9      |
| 2    | 6  | Riccardo Patrese      | Williams-Renault      | 69    | + 15 s 560                         | 5      | 6      |
| 3    | 4  | Michele Alboreto      | Tyrrell-Ford          | 69    | + 31 s 254                         | 7      | 4      |
| 4    | 19 | Alessandro Nannini    | Benetton-Ford         | 69    | + 45 s 495                         | 13     | 3      |
| 5    | 2  | Alain Prost           | McLaren-Honda         | 69    | + 56 s 113                         | 2      | 2      |
| 6    | 40 | Gabriele Tarquini     | AGS-Ford              | 68    | + 1 tour                           | 17     | 1      |
| 7    | 10 | Eddie Cheever         | Arrows-Ford           | 68    | + 1 tour                           | 24     |        |
| 8    | 26 | Olivier Grouillard    | Ligier-Ford           | 68    | + 1 tour                           | 11     |        |
| 9    | 7  | Martin Brundle        | Brabham-Judd          | 68    | + 1 tour                           | 20     |        |
| 10   | 8  | Stefano Modena        | Brabham-Judd          | 68    | + 1 tour                           | 9      |        |
| 11   | 11 | Nelson Piquet         | Lotus-Judd            | 68    | + 1 tour                           | 26     |        |
| 12   | 38 | Christian Danner      | Rial-Ford             | 67    | + 2 tours                          | 23     |        |
| 13   | 21 | Alex Caffi            | Dallara-Ford          | 67    | + 2 tours                          | 19     |        |
| 14   | 25 | René Arnoux           | Ligier-Ford           | 66    | + 3 tours                          | 25     |        |
| 15   | 20 | Johnny Herbert        | Benetton-Ford         | 66    | + 3 tours                          | 18     |        |
| Abd. | 23 | Pierluigi Martini     | Minardi-Ford          | 53    | Moteur                             | 22     |        |
| Abd. | 27 | Nigel Mansell         | Ferrari               | 43    | Boîte de vitesses                  | 3      |        |
| Abd. | 9  | Derek Warwick         | Arrows-Ford           | 35    | Panne électrique                   | 10     |        |
| Abd. | 12 | Satoru Nakajima       | Lotus-Judd            | 35    | Sortie de piste                    | 15     |        |
| Nc.  | 30 | Philippe Alliot       | Larrousse-Lamborghini | 28    | Non classé                         | 16     |        |
| Abd. | 22 | Andrea De Cesaris     | Dallara-Ford          | 20    | Pompe à essence                    | 12     |        |
| Abd. | 28 | Gerhard Berger        | Ferrari               | 16    | Boîte de vitesses                  | 6      |        |
| Abd. | 36 | Stefan Johansson      | Onyx-Ford             | 16    | Embrayage                          | 21     |        |
| Abd. | 5  | Thierry Boutsen       | Williams-Renault      | 15    | Allumage                           | 8      |        |
| Abd. | 3  | Jonathan Palmer       | Tyrrell-Ford          | 9     | Accélérateur                       | 14     |        |
| Abd. | 16 | Ivan Capelli          | March-Judd            | 1     | Transmission                       | 4      |        |
| Nq.  | 24 | Luis Pérez-Sala       | Minardi-Ford          |       | Non qualifié                       |        |        |
| Nq.  | 15 | Mauricio Gugelmin     | March-Judd            |       | Non qualifié                       |        |        |
| Nq.  | 29 | Yannick Dalmas        | Larrousse-Lamborghini |       | Non qualifié                       |        |        |
| Nq.  | 31 | Roberto Moreno        | Coloni-Ford           |       | Non qualifié                       |        |        |
| Npq. | 37 | Bertrand Gachot       | Onyx-Ford             |       | Non préqualifié                    |        |        |
| Npq. | 33 | Gregor Foitek         | Eurobrun-Judd         |       | Non préqualifié                    |        |        |
| Npq. | 17 | Nicola Larini         | Osella-Ford           |       | Non préqualifié                    |        |        |
| Npq. | 39 | Volker Weidler        | Rial-Ford             |       | Non préqualifié                    |        |        |
| Npq. | 34 | Bernd Schneider       | Zakspeed-Yamaha       |       | Non préqualifié                    |        |        |
| Npq. | 35 | Aguri Suzuki          | Zakspeed-Yamaha       |       | Non préqualifié                    |        |        |
| Ex.  | 18 | Piercarlo Ghinzani    | Osella-Ford           |       | Exclu                              |        |        |
| Npq. | 41 | Joachim Winkelhock    | AGS-Ford              |       | Non préqualifié                    |        |        |
| Npq. | 32 | Pierre-Henri Raphanel | Coloni-Ford           |       | Non préqualifié                    |        |        |

### Pole position et record du tour
- Pole position :  Ayrton Senna (McLaren-Honda) en 1 min 17 s 876 (vitesse moyenne : 204,371 km/h)[2].
- Meilleur tour en course :  Nigel Mansell (Ferrari) en 1 min 20 s 420 au 41e tour (vitesse moyenne : 197,906 km/h)[3].

### Tours en tête
- Ayrton Senna (McLaren-Honda) : 69 tours (1-69)[4].

## Statistiques
- 17e victoire pour Ayrton Senna.
- 73e victoire pour McLaren en tant que constructeur.
- 45e victoire pour Honda en tant que motoriste.
- 1ers points pour Gabriele Tarquini.
- 1er départ en Grand Prix pour l'écurie Onyx.
- Course arrêtée après deux tours à la suite de la collision entre Stefano Modena et Olivier Grouillard puis relancée pour la distance totale.
- Piercarlo Ghinzani est exclu pour ne pas s'être présenté à la pesée.